# Svarttjärnen, Bohuslän
Svarttjärnen är en sjö i Tanums kommun i Bohuslän och ingår i Enningdalsälvens huvudavrinningsområde.